# Record du monde de natation messieurs du 50 mètres dos
Cet article traite de la progression du record du monde de natation messieurs pour l'épreuve du 50 mètres dos en bassin de 50 et 25 mètres.
Ces deux records sont actuellement détenus par le nageur russe Kliment Kolesnikov :
- pour le grand bassin établi en 23 s 55 le 27 juillet 2023 lors de la Coupe de Russie à Kazan ;
- pour le petit bassin établi en 22 s 11 le 23 novembre 2022, également à Kazan.

Le premier record homologué date de 1985 et fut établi par Dirk Richter en 25 s 74.

## Bassin de 50 mètres
| Temps   | Athlète            | Naissance | Âge | Nationalité        | Compétition                                                | Lieu       | Date              |
| ------- | ------------------ | --------- | --- | ------------------ | ---------------------------------------------------------- | ---------- | ----------------- |
| 25 s 74 | Dirk Richter       | 1964      | 21  | Allemagne de l'Est |                                                            | Berlin-Est | 15 décembre 1985  |
| 25 s 23 | David Berkoff      | 1966      | 22  | États-Unis         |                                                            | Séoul      | 24 septembre 1988 |
| 25 s 13 | Jeff Rouse         | 1970      | 23  | États-Unis         |                                                            | Édimbourg  | 15 avril 1993     |
| 24 s 99 | Lenny Krayzelburg  | 1975      | 24  | États-Unis         | Championnats pan-pacifiques                                | Sydney     | 28 août 1999      |
| 24 s 80 | Thomas Rupprath    | 1977      | 26  | Allemagne          | Championnats du monde (f)                                  | Barcelone  | 27 juillet 2003   |
| 24 s 47 | Liam Tancock       | 1985      | 22  | Royaume-Uni        | Championnats de Grande-Bretagne (s)                        | Sheffield  | 2 avril 2008      |
| 24 s 33 | Randall Bal        | 1980      | 28  | États-Unis         | Eindhoven Cup                                              | Eindhoven  | 5 décembre 2008   |
| 24 s 08 | Liam Tancock       | 1985      | 24  | Royaume-Uni        | Championnats du monde (d)                                  | Rome       | 1er août 2009     |
| 24 s 04 | Liam Tancock       | 1985      | 24  | Royaume-Uni        | Championnats du monde (f)                                  | Rome       | 2 août 2009       |
| 24 s 00 | Kliment Kolesnikov | 2000      | 18  | Russie             | Championnats d'Europe                                      | Glasgow    | 4 août 2018       |
| 23 s 80 | Kliment Kolesnikov | 2000      | 21  | Russie             | Championnats d'Europe (f)                                  | Budapest   | 18 mai 2021       |
| 23 s 71 | Hunter Armstrong   | 2001      | 21  | États-Unis         | Sélections américaines pour les championnats du monde 2023 | Greensboro | 28 avril 2022     |
| 23 s 55 | Kliment Kolesnikov | 2000      | 23  | Russie             | Coupe de Russie (sf)                                       | Kazan      | 27 juillet 2023   |

## Bassin de 25 mètres
| Temps   | Athlète            | Naissance | Âge | Nationalité | Compétition                       | Lieu             | Date             |
| ------- | ------------------ | --------- | --- | ----------- | --------------------------------- | ---------------- | ---------------- |
| 24 s 66 | Alexander Popov    | 1971      | 23  | Russie      | Coupe du monde                    | Gênes            | 13 mars 1994     |
| 24 s 60 | Franck Schott      | 1970      | 24  | France      | Coupe du monde                    | Paris            | 26 mars 1994     |
| -----   |                    |           |     |             |                                   |                  |                  |
| 24 s 37 | Jeff Rouse         | 1970      | 25  | États-Unis  |                                   | Sheffield        | 12 février 1995  |
| 24 s 25 | Chris Renaud       |           |     | Canada      |                                   | Saint Catharines | 28 février 1997  |
| 24 s 13 | Thomas Rupprath    | 1977      | 21  | Allemagne   | Championnats d'Europe (f)         | Sheffield        | 11 décembre 1998 |
| 24 s 13 | Matt Welsh         |           |     | Australie   |                                   | Canberra         | 2 septembre 2000 |
| 24 s 12 | Neil Walker        |           |     | États-Unis  |                                   | Washington       | 18 novembre 1999 |
| 24 s 11 | Matt Welsh         |           |     | Australie   |                                   | Hobart           | 14 janvier 2000  |
| 24 s 04 | Neil Walker        | 1976      | 24  | États-Unis  | Championnats du monde             | Athènes          | 16 mars 2000     |
| 23 s 42 | Neil Walker        | 1976      | 24  | États-Unis  | Championnats du monde             | Athènes          | 16 mars 2000     |
| 23 s 31 | Matt Welsh         |           |     | Australie   | Championnats d'Australie          | Melbourne        | 2 septembre 2002 |
| 23 s 23 | Thomas Rupprath    | 1977      | 25  | Allemagne   | Championnats d'Allemagne (r)      | Goslar           | 30 novembre 2002 |
| 23 s 27 | Thomas Rupprath    | 1977      | 27  | Allemagne   | Championnats d'Europe             | Vienne           | 10 décembre 2004 |
| 23 s 24 | Robert Hurley      | 1988      | 20  | Australie   | 3e étape de la Coupe du monde     | Sydney           | 26 octobre 2008  |
| 23 s 05 | Peter Marshall     | 1982      | 26  | États-Unis  | 6e étape de la Coupe du monde     | Stockholm        | 12 novembre 2008 |
| 22 s 87 | Randall Bal        | 1980      | 28  | États-Unis  | 7e étape de la Coupe du monde (f) | Berlin           | 16 novembre 2008 |
| 22 s 75 | Peter Marshall     | 1982      | 27  | États-Unis  | Coupe du monde (f)                | Durban           | 17 octobre 2009  |
| 22 s 73 | Peter Marshall     | 1982      | 27  | États-Unis  | Coupe du monde (f)                | Stockholm        | 11 novembre 2009 |
| 22 s 61 | Peter Marshall     | 1982      | 27  | États-Unis  | Coupe du monde (f)                | Singapour        | 22 novembre 2009 |
| 22 s 22 | Florent Manaudou   | 1990      | 24  | France      | Championnats du monde (f)         | Doha             | 6 décembre 2014  |
| 22 s 11 | Kliment Kolesnikov | 2000      | 22  | Russie      | Solidarity Games                  | Kazan            | 23 novembre 2022 |